# Alte Maße und Gewichte (Rumänien)
Bevor im Fürstentum Rumänien 1864 das metrische System eingeführt wurde, galten die alte Maße und Gewichte Moldaus und der Walachei, die lOcal auch weiter verwendet wurden.

## Längenmaße
Moldauisch
- 1 Deget (Finger) ≈ 3,45757 Zentimeter
- 1 Picior (Fuß) = 8 Deget ≈ 0,27659 Meter
- 1 Stânjen (Klafter) = 8 Picior = 64 Deget ≈ 2,21272 Meter
- 1 Prăjină (Rute) = 3 Stânjen = 24 Picior = 192 Deget ≈ 6,63815 Meter

Walachisch
- 1 Deget (Finger) = 1,5478125 Zentimeter
- 1 Pumn (Faust) = 8 Deget = 0,123825 Meter
- 1 Picior (Fuß) = 2 Pumn = 16 Deget = 0,24765 Meter
- 1 Stânjen (Klafter) = 8 Picior = 16 Pumn = 128 Deget = 78 englische Zoll (exakt per Definition)[1] = 1,9812 Meter
- 1 Meile = 4000 Stânjen = 7,9248 Kilometer

    vom walachischen Fuß unabhängig:
- 1 Endaseh/Endesé (Elle) ≈ 0,641084 Meter
- 1 Khalibi/Halibiu (Große Elle) ≈ 0,68198 Meter
- 1 Prăjină (Rute)  ≈ 4,5815 Meter

## Flächenmaße
Moldauisch
- 1 Quadrat-Deget/Finger ≈ 11,9584 Quadratzentimeter
- 1 Quadrat-Picior/Fuß = 64 Quadrat-Deget ≈ 765,02 Quadratzentimeter
- 1 Quadrat-Stânjen/Klafter = 64 Quadrat-Picior ≈ 4,89613 Quadratmeter
- 1 Quadrat-Rute = 9 Quadrat-Stânjen = 576 Quadrat-Picior ≈ 44,065085 Quadratmeter

Walachisch
- 1 Quadrat-Deget/Finger ≈ 2,3957 Quadratzentimeter
- 1 Quadrat-Pumn/Faust = 64 Quadrat-Deget ≈ 153,3263 Quadratzentimeter
- 1 Quadrat-Picior/Fuß = 4 Quadrat-Pumn = 256 Quadrat-Deget ≈ 613,3052 Quadratzentimeter
- 1 Quadrat-Stânjen/Klafter = 64 Quadrat-Picior ≈ 3,92515 Quadratmeter
- 1 Quadrat-Rute = 9 Quadrat-Stânjen = 576 Quadrat-Picior ≈ 35,32638 Quadratmeter

    vom walachischen Fuß unabhängig:
- 1 Quadrat-Praschtschine/Predjine/Rute ≈ 20,9901 Quadratmeter
- 1 Pogone ≈ 30,2259 Ar

## Volumenmaße
Moldauisch
- Trockenmaße:
  - 1 Kubik-Deget/Finger ≈ 41,3275 Kubikzentimeter
  - 1 Kubik-Picior/Fuß = 512 Kubik-Deget ≈ 0,0211597 Kubikmeter
  - 1 Kubik-Stânjen/Klafter = 512 Kubik-Picior ≈ 10,83376 Kubikmeter
- Flüssigkeitsmaße:
  - 1 Chilă = 2 Merță = 20 Dimerli ≈ 4,35 Hektoliter
  - 1 Merță = 10 Dimerli ≈ 2,175 Hektoliter
  - 1 Dimerli ≈ 21,75 Liter

Walachisch
- Trockenmaße:
  - 1 Kubik-Deget/Finger ≈ 29,665 Kubikzentimeter
  - 1 Kubik-Picior/Fuß = 512 Kubik-Deget ≈ 0,0151885 Kubikmeter
  - 1 Kubik-Stânjen/Klafter = 512 Kubik-Picior ≈ 7,7765 Kubikmeter
- Flüssigkeitsmaße:
  - 1 Chilă = 2 Merță = 16 Dimerli = 256 Buk Oca ≈ 3,936 Hektoliter
  - 1 Merță = 8 Dimerli = 128 Buk Oca ≈ 1,968 Hektoliter
  - 1 Dimerli = 16 Buk Oca ≈ 24,6 Liter
  - 1 Buk Oca = 1,5375 Liter 
 
  - 1 Vadră = 10 Oca ≈ 10,95 Liter
  - 1 Oca ≈ 1,095 Liter

## Gewichte
Moldauisch
- 1 Cantar = 44 Oca = 176 Litră ≈ 56,8912 Kilogramm
- 1 Oca = 4 Litră ≈ 1,293 Kilogramm
- 1 Litră = 100 Dramme ≈ 323,2455 Gramm
- 1 Dramme = 3,232455 Gramm

Walachisch
- 1 Cantar = 44 Oca = 176 Litră ≈ 56,473 Kilogramm
- 1 Oca = 4 Litră ≈ 1,2835 Kilogramm
- 1 Litră = 100 Dramme ≈ 320,869 Gramm
- 1 Dramme = 3,20869 Gramm